# Universidad de Estudios Internacionales de Shanghái
La Universidad de Estudios Internacionales de Shanghái (Chino simplificado: 上海外国语大学, Pinyin: Shànghǎi wàiguóyǔ dàxué, Inglés: Shanghai International Studies University)，con sus siglas en inglés: SISU, es una universidad íntegramente adscrita al Ministerio de Educación de la República Popular China y cofinanciada por la municipalidad de Shanghái. Se considera una universidad multidisciplinar, con vistas al extranjero y a la enseñanza de lenguas foráneas. Se encuentra en el 701 y 750 en prestigio a nivel internacional, con un total de 12.303 alumnos para el curso 2018-2019 y, con un total de 694 académicos trabajando en las instalaciones.

## Historia
Fundada en el año 1949, ha sido la primera institución en enseñar lenguas extranjeras de todo el territorio, tras la fundación de la República Popular China. El primer rector de la universidad fue Jiang Chufang, siendo este un prestigioso traductor de ruso al chino mandarín. En aquel momento SISU se llamaba Escuela Superior de Ruso de Shanghai que estaba bajo el control de la Universidad Popular Revolucionaria del Este de China. Tras la cesión la institución se conoce tal y como es hoy día.
En los años 70, los alumnos que recibían internacionales, tenían unas estancias meramente cortas, por lo que albergaba entre 6 meses y un año. Para el año 2018 recibe estudiantes de más de 90 países diferentes, con un total de más de 4000 alumnos para estudiar chino mandarín.
La universidad en la actualidad dispone de su propio Himno siendo su nombre Oda a SISU y fue adoptado el 27 de marzo de 1989 por el comité de Administración de la propia universidad. Escrito por el compositor Zhuang Kairen y Wang Zhihui quien le puso la música. En el año 2009 la letra fue revisada para el 60.º aniversario de la institución, esto se hizo para que hubiese un parecido con el nuevo lema.
El lema del que se compone esta universidad es 格高志远, 学贯中外 "Moralidad íntegra, aspiración sublime y erudición en lo chino y lo extranjero".

## Escuelas y departamentos
Dispone de 14 Facultades, 1 departamento y 1 Instituto:

#### Facultades
- Facultad de Inglés
- Facultad de Economía y Finanzas[9]
- Facultad de Administración de Negocios
- Facultad de Estudios de Cultura y Economía de Japón
- Facultad de Derecho
- Facultad de Educación
- Facultad de Estudios Asiáticos y Africanos
- Facultad de Estudios Europeos y Latinoamericanos[10]
- Facultad de Alemán
- Facultad de Francés
- Facultad de Medios de Comunicación
- Facultad de Periodismo
- Facultad de Posgrado
- Facultad de Estudios chinos

#### Departamentos
- Departamento de Ruso

#### Institutos
- Instituto Posgraduado de Traducción e Interpretación[11]

### Instituciones Independientes

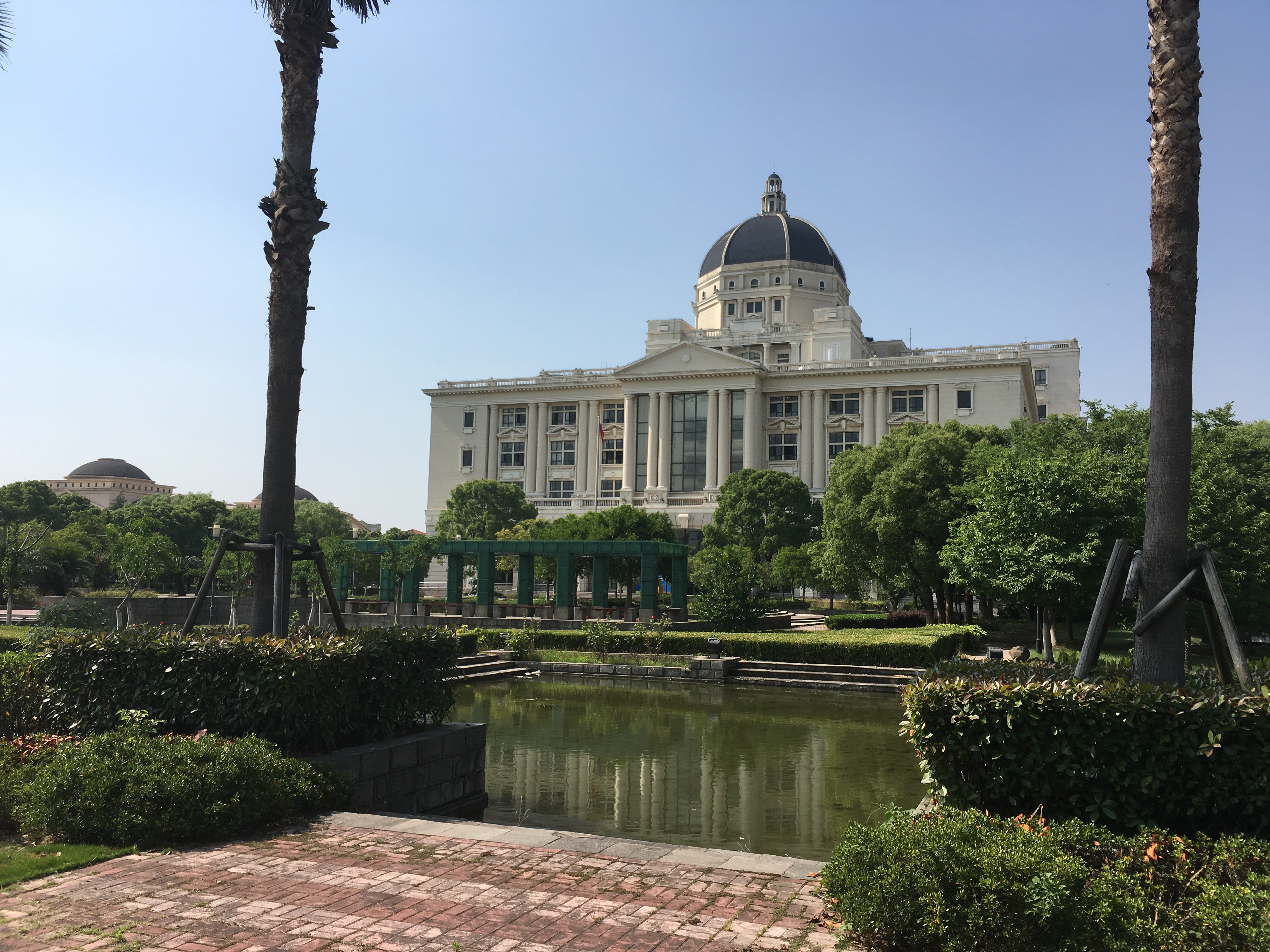
El edificio es la biblioteca principal del campus Sonjiang de SISU

#### Divisiones
- División de Ciencias Sociales
- División de Educación Física

#### Institutos
- Instituto de Estudios de Medio Oriente
- Instituto de Asuntos Internacionales y Diplomáticos
- Instituto de Literatura Universal
- Instituto de Estudios Lingüísticos
- Instituto Intercultural de SISU

#### Centros
- Centro de Investigación de Estrategias Lingüísticas Extranjeras[12]
- Centro de Opiniones Públicos Globales de China
- Centro de Estudios de Asia Central
- Centro de Estudios de la Unión Europea
- Centro de Estudios Rusos
- Centro de Estudios Ingleses
- Centro de Investigación de Políticas Culturales Internacionales
- Centro de Educación de MBA
- Centro de Tecnología Informática
- Centro de Formación para el Estudio en el Extranjero
- Centro Preparatorio para los Programas Internacionales[13]

#### Escuelas
- Escuela de Educación Continua[14]
- Escuela de Educación a Distancia[15]

## Educación de Licenciaturas
| Especialidad                                        | Duración | Título                         |
| --------------------------------------------------- | -------- | ------------------------------ |
| Finanzas                                            | 4 años   | Licenciatura en Economía       |
| Economía y Comercio Internacional                   | 4 años   | Licenciatura en Economía       |
| Derecho                                             | 4 años   | Diplomatura en Derecho         |
| Política Internacional                              | 4 años   | Diplomatura en Derecho         |
| Tecnología Pedagógica                               | 4 años   | Licenciatura en Pedagogía      |
| Lenguas Chinas                                      | 4 años   | Licenciatura en Arte           |
| Enseñanza Internacional de Chino                    | 4 años   | Licenciatura en Arte           |
| Inglés                                              | 4 años   | Licenciatura en Arte           |
| Ruso                                                | 4 años   | Licenciatura en Arte           |
| Alemán                                              | 4 años   | Licenciatura en Arte           |
| Francés                                             | 4 años   | Licenciatura en Arte           |
| Español                                             | 4 años   | Licenciatura en Arte           |
| Árabe                                               | 4 años   | Licenciatura en Arte           |
| Japonés                                             | 4 años   | Licenciatura en Arte           |
| Persa                                               | 4 años   | Licenciatura en Arte           |
| Coreano                                             | 4 años   | Licenciatura en Arte           |
| Indonesio                                           | 4 años   | Licenciatura en Arte           |
| Indio                                               | 4 años   | Licenciatura en Arte           |
| Tailandés                                           | 4 años   | Licenciatura en Arte           |
| Hebreo                                              | 4 años   | Licenciatura en Arte           |
| Vietnamita                                          | 4 años   | Licenciatura en Arte           |
| Portugués                                           | 4 años   | Licenciatura en Arte           |
| Sueco                                               | 4 años   | Licenciatura en Arte           |
| Turco                                               | 4 años   | Licenciatura en Arte           |
| Griego                                              | 4 años   | Licenciatura en Arte           |
| Italiano                                            | 4 años   | Licenciatura en Arte           |
| Holandés                                            | 4 años   | Licenciatura en Arte           |
| Ucraniano                                           | 4 años   | Licenciatura en Arte           |
| Traductología                                       | 4 años   | Licenciatura en Arte           |
| Inglés de Negocios                                  | 4 años   | Licenciatura en Arte           |
| Periodismo de Radio y Televisión                    | 4 años   | Licenciatura en Arte           |
| Publicidad                                          | 4 años   | Licenciatura en Arte           |
| Internet y nuevos medios de comunicación            | 4 años   | Licenciatura en Arte           |
| Administración Informática y Sistema de Información | 4 años   | Licenciatura en Administración |
| Administración de Negocios                          | 4 años   | Licenciatura en Administración |
| Contabilidad                                        | 4 años   | Licenciatura en Administración |
| Relaciones Públicas                                 | 4 años   | Licenciatura en Administración |

#### Programas de Master y Doctorado[18]
| Especialidad                                  | Duración | Título                                              |
| --------------------------------------------- | -------- | --------------------------------------------------- |
| Educación de Mayores                          | 2.5 Años | Máster en Educación                                 |
| Publicidad                                    | 2.5 Años | Máster en Arte                                      |
| Literatura Antigua de China                   | 2.5 Años | Master de Arte                                      |
| Estadística Aplicada                          | 2.5 Años | Máster en Economía                                  |
| Lengua y Literatura Árabe                     | 2.5 Años | Máster en Arte                                      |
| Lenguas y Literaturas Asiáticas y Africanas   | 2.5 Años | Máster en Arte                                      |
| Institución Política China y Extranjera       | 2.5 Años | Máster en Derecho                                   |
| Lingüística y Filología China                 | 2.5 Años | Máster en Arte                                      |
| Comunicación                                  | 2.5 Años | Máster en Arte                                      |
| Literatura Comparada y Literatura Universal   | 2.5 Años | Máster en Arte                                      |
| Administración Empresarial                    | 2.5 Años | Máster en Administración                            |
| Currículo y Metodología de Enseñanza          | 2.5 Años | Máster en Educación                                 |
| Diplomacia                                    | 2.5 Años | Máster en Derecho                                   |
| Enseñanza en Política e Ideología             | 2.5 Años | Máster en Derecho                                   |
| Tecnología pedagógica                         | 2.5 Años | Máster en Educación                                 |
| Lengua y Literatura Inglesa                   | 2.5 Años | Máster en Arte                                      |
| Lenguas y Literaturas Europeas                | 2.5 Años | Máster en Arte                                      |
| Finanzas                                      | 2.5 Años | Máster en Economía                                  |
| Lengua y Literatura Francesa                  | 2.5 Años | Máster en Arte                                      |
| Lingüística Extranjera y Lingüística Aplicada | 2.5 Años | Máster en Arte                                      |
| Lengua y Literatura Alemana                   | 2.5 Años | Máster en Arte                                      |
| Estrategias y Políticas Lingüísticas          | 2.5 Años | Máster en Arte                                      |
| Política Internacional                        | 2.5 Años | Máster en Derecho                                   |
| Administración Pública Internacional          | 2.5 Años | Máster en Derecho                                   |
| Relaciones Internacionales                    | 2.5 Años | Máster en Derecho                                   |
| Comercio Internacional                        | 2.5 Años | Máster en Economía                                  |
| Lengua y Literatura Japonesa                  | 2.5 Años | Máster en Arte                                      |
| Periodismo                                    | 2.5 Años | BA                                                  |
| Lingüística y Lingüística Aplicada            | 2.5 Años | Máster en Arte                                      |
| Literatura Contemporánea China                | 2.5 Años | Máster en Arte                                      |
| Educación Física                              | 2.5 Años | Máster en Educación                                 |
| Relaciones Públicas                           | 2.5 Años | Máster en Administración y Negocios                 |
| Lengua y Literatura Rusa                      | 2.5 Años | Máster en Arte                                      |
| Lengua y Literatura Hispánica                 | 2.5 Años | Máster en Arte                                      |
| Economía y Administración de Tecnología       | 2.5 Años | Máster en Administración y Negocios                 |
| Traductología                                 | 2.5 Años | Máster en Arte                                      |
| Administración de Negocios                    | 2 Años   | Máster en Administración de Negocios                |
| Educación Internacional de Lenguas Chinas     | 2 Años   | Máster en Enseñanza de Chino como Lengua Extranjera |
| Traducción e Interpretación                   | 2.5 Años | Máster en Traducción e Interpretación               |

| Especialidad                                  | Duración | Título                 |
| --------------------------------------------- | -------- | ---------------------- |
| Lengua y Literatura Árabe                     | 3 Años   | Doctorado en Filosofía |
| Diplomacia                                    | 3 Años   | Doctorado en Derecho   |
| Lengua y Literatura Inglesa                   | 3 Años   | Doctorado en Filosofía |
| Lenguas y Literaturas Asiáticas y Africanas   | 3 Años   | Doctorado en Filosofía |
| Lengua y Literatura Francesa                  | 3 Años   | Doctorado en Filosofía |
| Lingüística Extranjera y Lingüística Aplicada | 3 Años   | Doctorado en Filosofía |
| Lengua y Literatura Alemana                   | 3 Años   | Doctorado en Filosofía |
| Política Internacional                        | 3 Años   | Doctorado en Derecho   |
| Relaciones Internacionales                    | 3 Años   | Doctorado en Derecho   |
| Lengua y Literatura Japonesa                  | 3 Años   | Doctorado en Filosofía |
| Estrategias y Políticas Lingüísticas          | 3 Años   | Doctorado en Filosofía |
| Estudios de Medio Oriente                     | 3 Años   | Doctorado en Derecho   |
| Lengua y Literatura Rusa                      | 3 Años   | Doctorado en Filosofía |
| Traductología                                 | 3 Años   | Doctorado en Filosofía |

## Campus
La universidad se divide en dos campus, ambos en Shanghái, campus de Hongkou y campus de Songjiang. El primer campus mencionado, fue fundado en 1924 como Colegio de Chizhi, posteriormente, en los años 50, será cuando SISU se establezca en esta zona. El segundo campus está en la ciudad universitaria y es el que alberga más licenciaturas y Facultades relacionadas con los estudios de diferentes lenguas extranjeras como, el ruso o el alemán entre otros.